# 수리남 축구 국가대표팀
수리남 축구 국가대표팀(네덜란드어: Surinaams voetbalelftal, 스라난 통고: Sranankondre fubal pluga)은 수리남을 대표하는 축구 국가대표팀으로 수리남 축구 연맹에서 관리하고 있다. '수리보이즈'라는 별칭으로 알려져 있는 팀으로 1921년 1월 28일 프랑스령 기아나와의 국제 A매치 데뷔전에서 9-0의 대승을 거두었으며 홈 구장으로는 안드레 캄페르벤 스타디움을 사용하고 있다.

## 개요
수리남은 지리상으로는 남미 대륙에 속해 있지만 가이아나, 프랑스령 기아나와 마찬가지로 인접 대륙인 북중미 대륙에 포함되어 경기를 치른다.

## 국제 대회 경력

### FIFA 월드컵
월드컵 본선 경험은 없으며 다만 2010년 FIFA 월드컵 북중미카리브 지역 예선에서 3연승(1차 예선 7-1 승, 2차 예선 2연승)으로 3차 예선까지 오르며 수리남 축구 역사상 월드컵 북중미카리브 지역 예선 최고 성적을 남겼다.

### CONCACAF 골드컵
CONCACAF 골드컵 본선에는 3번 출전하여 모두 조별리그에서 탈락했으나 2021년 대회 C조 조별리그 최종전에서 과들루프를 꺾고 수리남 축구 역사상 CONCACAF 골드컵 첫 승의 쾌거를 이뤄냈다.

### CONCACAF 네이션스리그

#### 2019-20년 리그 B
2019-20년 CONCACAF 네이션스리그 예선 12위로 리그 B에 편입된 이후 도미니카 연방, 니카라과, 세인트빈센트 그레나딘과 D조에 편성되어 4승 1무 1패·조 1위로 차기 시즌 리그 A 승격 및 1985년 이후 36년만에 통산 3번째 골드컵 본선 티켓을 확보했다.

#### 2022-23년 리그 A
2022-23 시즌 리그 A에서는 CONCACAF 골드컵 2회 준우승팀인 자메이카, CONCACAF 골드컵 최다 우승팀인 멕시코 등의 강호들과 A조에 편성되어 4경기 1무 3패·3팀 중 꼴찌에 머무르며 2023년 CONCACAF 골드컵 예선으로 밀려났다.

#### 2023-24년 리그 A
2023-24 시즌 리그 A에서는 아이티, 온두라스, 자메이카, 쿠바, 그레나다와 B조에 편성되어 4경기 1승 2무 1패·조 3위에 올랐다.

#### 2024-25년 리그 A
2024-25 시즌에서는 가이이나, 코스타리카, 마르티니크, 과테말라, 과들루프와 A조에 편성되어 4경기 2승 1무 1패·조 2위로 사상 첫 메이저 대회 8강 진출에 성공했다.

## 기타 국제 대회 경력
팬아메리칸 게임 축구에는 1991년 대회에 유일하게 출전했으나 조별리그에 머물렀다. 다만 카리브컵의 전신인 1978년 CFU 챔피언십에서 우승컵을 들어올렸고 이듬해인 1979년 대회에선 준우승을 차지했으며 조별리그 제도가 도입된 이후 8개팀이 출전한 1994년 대회와 1996년 대회에서 모두 4강에 진출했다. ABCS 국제 축구 대회에서는 3번의 우승을 차지하면서 이 대회의 최다 우승 기록을 보유하고 있다.

## FIFA 월드컵 (본선)
| 년도   | 결과      | 순위      | 경기      | 승        | 무*       | 패        | 득점      | 실점      | 승점      |
| ------ | --------- | --------- | --------- | --------- | --------- | --------- | --------- | --------- | --------- |
| 1930년 | 불참      | 불참      | 불참      | 불참      | 불참      | 불참      | 불참      | 불참      | 불참      |
| 1934년 | 불참      | 불참      | 불참      | 불참      | 불참      | 불참      | 불참      | 불참      | 불참      |
| 1938년 | 기권      | 기권      | 기권      | 기권      | 기권      | 기권      | 기권      | 기권      | 기권      |
| 1950년 | 불참      | 불참      | 불참      | 불참      | 불참      | 불참      | 불참      | 불참      | 불참      |
| 1954년 | 불참      | 불참      | 불참      | 불참      | 불참      | 불참      | 불참      | 불참      | 불참      |
| 1958년 | 불참      | 불참      | 불참      | 불참      | 불참      | 불참      | 불참      | 불참      | 불참      |
| 1962년 | 예선 탈락 | 예선 탈락 | 예선 탈락 | 예선 탈락 | 예선 탈락 | 예선 탈락 | 예선 탈락 | 예선 탈락 | 예선 탈락 |
| 1966년 | 예선 탈락 | 예선 탈락 | 예선 탈락 | 예선 탈락 | 예선 탈락 | 예선 탈락 | 예선 탈락 | 예선 탈락 | 예선 탈락 |
| 1970년 | 예선 탈락 | 예선 탈락 | 예선 탈락 | 예선 탈락 | 예선 탈락 | 예선 탈락 | 예선 탈락 | 예선 탈락 | 예선 탈락 |
| 1974년 | 예선 탈락 | 예선 탈락 | 예선 탈락 | 예선 탈락 | 예선 탈락 | 예선 탈락 | 예선 탈락 | 예선 탈락 | 예선 탈락 |
| 1978년 | 예선 탈락 | 예선 탈락 | 예선 탈락 | 예선 탈락 | 예선 탈락 | 예선 탈락 | 예선 탈락 | 예선 탈락 | 예선 탈락 |
| 1982년 | 예선 탈락 | 예선 탈락 | 예선 탈락 | 예선 탈락 | 예선 탈락 | 예선 탈락 | 예선 탈락 | 예선 탈락 | 예선 탈락 |
| 1986년 | 예선 탈락 | 예선 탈락 | 예선 탈락 | 예선 탈락 | 예선 탈락 | 예선 탈락 | 예선 탈락 | 예선 탈락 | 예선 탈락 |
| 1990년 | 불참      | 불참      | 불참      | 불참      | 불참      | 불참      | 불참      | 불참      | 불참      |
| 1994년 | 예선 탈락 | 예선 탈락 | 예선 탈락 | 예선 탈락 | 예선 탈락 | 예선 탈락 | 예선 탈락 | 예선 탈락 | 예선 탈락 |
| 1998년 | 예선 탈락 | 예선 탈락 | 예선 탈락 | 예선 탈락 | 예선 탈락 | 예선 탈락 | 예선 탈락 | 예선 탈락 | 예선 탈락 |
| 2002년 | 예선 탈락 | 예선 탈락 | 예선 탈락 | 예선 탈락 | 예선 탈락 | 예선 탈락 | 예선 탈락 | 예선 탈락 | 예선 탈락 |
| 2006년 | 예선 탈락 | 예선 탈락 | 예선 탈락 | 예선 탈락 | 예선 탈락 | 예선 탈락 | 예선 탈락 | 예선 탈락 | 예선 탈락 |
| 2010년 | 예선 탈락 | 예선 탈락 | 예선 탈락 | 예선 탈락 | 예선 탈락 | 예선 탈락 | 예선 탈락 | 예선 탈락 | 예선 탈락 |
| 2014년 | 예선 탈락 | 예선 탈락 | 예선 탈락 | 예선 탈락 | 예선 탈락 | 예선 탈락 | 예선 탈락 | 예선 탈락 | 예선 탈락 |
| 2018년 | 예선 탈락 | 예선 탈락 | 예선 탈락 | 예선 탈락 | 예선 탈락 | 예선 탈락 | 예선 탈락 | 예선 탈락 | 예선 탈락 |
| 합계   |           |           |           |           |           |           |           |           |           |

## FIFA 월드컵 (예선)
| 년도   | 경기                                        | 승                                          | 무*                                         | 패                                          | 득점                                        | 실점                                        | 승점                                        |
| ------ | ------------------------------------------- | ------------------------------------------- | ------------------------------------------- | ------------------------------------------- | ------------------------------------------- | ------------------------------------------- | ------------------------------------------- |
| 1930년 | 불참                                        | 불참                                        | 불참                                        | 불참                                        | 불참                                        | 불참                                        | 불참                                        |
| 1934년 | 불참                                        | 불참                                        | 불참                                        | 불참                                        | 불참                                        | 불참                                        | 불참                                        |
| 1938년 | 기권                                        | 기권                                        | 기권                                        | 기권                                        | 기권                                        | 기권                                        | 기권                                        |
| 1950년 | 불참                                        | 불참                                        | 불참                                        | 불참                                        | 불참                                        | 불참                                        | 불참                                        |
| 1954년 | 불참                                        | 불참                                        | 불참                                        | 불참                                        | 불참                                        | 불참                                        | 불참                                        |
| 1958년 | 불참                                        | 불참                                        | 불참                                        | 불참                                        | 불참                                        | 불참                                        | 불참                                        |
| 1962년 | 2                                           | 0                                           | 1                                           | 1                                           | 1                                           | 2                                           | 1                                           |
| 1966년 | 4                                           | 1                                           | 0                                           | 3                                           | 8                                           | 9                                           | 3                                           |
| 1970년 | 4                                           | 2                                           | 0                                           | 2                                           | 10                                          | 9                                           | 6                                           |
| 1974년 | 4                                           | 2                                           | 1                                           | 1                                           | 11                                          | 4                                           | 7                                           |
| 1978년 | 10                                          | 2                                           | 2                                           | 6                                           | 15                                          | 24                                          | 8                                           |
| 1982년 | 4                                           | 2                                           | 1                                           | 1                                           | 5                                           | 3                                           | 7                                           |
| 1986년 | 6                                           | 1                                           | 2                                           | 3                                           | 4                                           | 10                                          | 5                                           |
| 1990년 | 불참                                        | 불참                                        | 불참                                        | 불참                                        | 불참                                        | 불참                                        | 불참                                        |
| 1994년 | 4                                           | 1                                           | 2                                           | 1                                           | 4                                           | 4                                           | 5                                           |
| 1998년 | 2                                           | 0                                           | 0                                           | 2                                           | 0                                           | 2                                           | 0                                           |
| 2002년 | 4                                           | 1                                           | 1                                           | 2                                           | 1                                           | 2                                           | 4                                           |
| 2006년 | 4                                           | 2                                           | 1                                           | 1                                           | 12                                          | 6                                           | 7                                           |
| 2010년 | 9                                           | 3                                           | 2                                           | 4                                           | 14                                          | 21                                          | 11                                          |
| 2014년 | 6                                           | 2                                           | 1                                           | 3                                           | 5                                           | 11                                          | 7                                           |
| 2018년 | 2                                           | 0                                           | 0                                           | 2                                           | 1                                           | 4                                           | 0                                           |
| 합계   | 65                                          | 19                                          | 14                                          | 32                                          | 91                                          | 111                                         | 71                                          |
| 순위   | 월드컵 예선 승점 순위 : 102위 (북중미 13위) | 월드컵 예선 승점 순위 : 102위 (북중미 13위) | 월드컵 예선 승점 순위 : 102위 (북중미 13위) | 월드컵 예선 승점 순위 : 102위 (북중미 13위) | 월드컵 예선 승점 순위 : 102위 (북중미 13위) | 월드컵 예선 승점 순위 : 102위 (북중미 13위) | 월드컵 예선 승점 순위 : 102위 (북중미 13위) |

## CONCACAF 골드컵
| 북중미 골드컵 기록 | 북중미 골드컵 기록                 | 북중미 골드컵 기록                 | 북중미 골드컵 기록                 | 북중미 골드컵 기록                 | 북중미 골드컵 기록                 | 북중미 골드컵 기록                 | 북중미 골드컵 기록                 | 북중미 골드컵 기록                 | 북중미 골드컵 기록                 |
| 년도               | 결과                               | 순위                               | 경기                               | 승                                 | 무*                                | 패                                 | 득점                               | 실점                               | 승점                               |
| ------------------ | ---------------------------------- | ---------------------------------- | ---------------------------------- | ---------------------------------- | ---------------------------------- | ---------------------------------- | ---------------------------------- | ---------------------------------- | ---------------------------------- |
| 1963년             | 불참                               | 불참                               | 불참                               | 불참                               | 불참                               | 불참                               | 불참                               | 불참                               | 불참                               |
| 1965년             | 불참                               | 불참                               | 불참                               | 불참                               | 불참                               | 불참                               | 불참                               | 불참                               | 불참                               |
| 1967년             | 불참                               | 불참                               | 불참                               | 불참                               | 불참                               | 불참                               | 불참                               | 불참                               | 불참                               |
| 1969년             | 불참                               | 불참                               | 불참                               | 불참                               | 불참                               | 불참                               | 불참                               | 불참                               | 불참                               |
| 1971년             | 예선 도중 기권                     | 예선 도중 기권                     | 예선 도중 기권                     | 예선 도중 기권                     | 예선 도중 기권                     | 예선 도중 기권                     | 예선 도중 기권                     | 예선 도중 기권                     | 예선 도중 기권                     |
| 1973년             | 예선 탈락                          | 예선 탈락                          | 예선 탈락                          | 예선 탈락                          | 예선 탈락                          | 예선 탈락                          | 예선 탈락                          | 예선 탈락                          | 예선 탈락                          |
| 1977년             | 결선리그                           | 6위                                | 5                                  | 0                                  | 0                                  | 5                                  | 6                                  | 17                                 | 0                                  |
| 1981년             | 예선 탈락                          | 예선 탈락                          | 예선 탈락                          | 예선 탈락                          | 예선 탈락                          | 예선 탈락                          | 예선 탈락                          | 예선 탈락                          | 예선 탈락                          |
| 1985년             | 조별리그                           | 8위                                | 4                                  | 0                                  | 1                                  | 3                                  | 2                                  | 9                                  | 1                                  |
| 1989년             | 불참                               | 불참                               | 불참                               | 불참                               | 불참                               | 불참                               | 불참                               | 불참                               | 불참                               |
| 1991년             | 예선 탈락                          | 예선 탈락                          | 예선 탈락                          | 예선 탈락                          | 예선 탈락                          | 예선 탈락                          | 예선 탈락                          | 예선 탈락                          | 예선 탈락                          |
| 1993년             | 기권                               | 기권                               | 기권                               | 기권                               | 기권                               | 기권                               | 기권                               | 기권                               | 기권                               |
| 1996년             | 예선 탈락                          | 예선 탈락                          | 예선 탈락                          | 예선 탈락                          | 예선 탈락                          | 예선 탈락                          | 예선 탈락                          | 예선 탈락                          | 예선 탈락                          |
| 1998년             | 불참                               | 불참                               | 불참                               | 불참                               | 불참                               | 불참                               | 불참                               | 불참                               | 불참                               |
| 2000년             | 예선 탈락                          | 예선 탈락                          | 예선 탈락                          | 예선 탈락                          | 예선 탈락                          | 예선 탈락                          | 예선 탈락                          | 예선 탈락                          | 예선 탈락                          |
| 2002년             | 예선 탈락                          | 예선 탈락                          | 예선 탈락                          | 예선 탈락                          | 예선 탈락                          | 예선 탈락                          | 예선 탈락                          | 예선 탈락                          | 예선 탈락                          |
| 2003년             | 예선 도중 기권                     | 예선 도중 기권                     | 예선 도중 기권                     | 예선 도중 기권                     | 예선 도중 기권                     | 예선 도중 기권                     | 예선 도중 기권                     | 예선 도중 기권                     | 예선 도중 기권                     |
| 2005년             | 예선 탈락                          | 예선 탈락                          | 예선 탈락                          | 예선 탈락                          | 예선 탈락                          | 예선 탈락                          | 예선 탈락                          | 예선 탈락                          | 예선 탈락                          |
| 2007년             | 예선 탈락                          | 예선 탈락                          | 예선 탈락                          | 예선 탈락                          | 예선 탈락                          | 예선 탈락                          | 예선 탈락                          | 예선 탈락                          | 예선 탈락                          |
| 2009년             | 예선 탈락                          | 예선 탈락                          | 예선 탈락                          | 예선 탈락                          | 예선 탈락                          | 예선 탈락                          | 예선 탈락                          | 예선 탈락                          | 예선 탈락                          |
| 2011년             | 예선 탈락                          | 예선 탈락                          | 예선 탈락                          | 예선 탈락                          | 예선 탈락                          | 예선 탈락                          | 예선 탈락                          | 예선 탈락                          | 예선 탈락                          |
| 2013년             | 예선 탈락                          | 예선 탈락                          | 예선 탈락                          | 예선 탈락                          | 예선 탈락                          | 예선 탈락                          | 예선 탈락                          | 예선 탈락                          | 예선 탈락                          |
| 2015년             | 예선 탈락                          | 예선 탈락                          | 예선 탈락                          | 예선 탈락                          | 예선 탈락                          | 예선 탈락                          | 예선 탈락                          | 예선 탈락                          | 예선 탈락                          |
| 2017년             | 예선 탈락                          | 예선 탈락                          | 예선 탈락                          | 예선 탈락                          | 예선 탈락                          | 예선 탈락                          | 예선 탈락                          | 예선 탈락                          | 예선 탈락                          |
| 2019년             | 예선 탈락                          | 예선 탈락                          | 예선 탈락                          | 예선 탈락                          | 예선 탈락                          | 예선 탈락                          | 예선 탈락                          | 예선 탈락                          | 예선 탈락                          |
| 2021년             | ?                                  | ?위                                | ?                                  | ?                                  | ?                                  | ?                                  | ?                                  | ?                                  | ?                                  |
| 합계               | 3회 진출(3/26)                     | 조별리그(2회)                      | 9                                  | 0                                  | 1                                  | 8                                  | 8                                  | 26                                 | 1                                  |
| 순위               | CONCACAF 북중미 골드컵 순위 : 22위 | CONCACAF 북중미 골드컵 순위 : 22위 | CONCACAF 북중미 골드컵 순위 : 22위 | CONCACAF 북중미 골드컵 순위 : 22위 | CONCACAF 북중미 골드컵 순위 : 22위 | CONCACAF 북중미 골드컵 순위 : 22위 | CONCACAF 북중미 골드컵 순위 : 22위 | CONCACAF 북중미 골드컵 순위 : 22위 | CONCACAF 북중미 골드컵 순위 : 22위 |

## 팬아메리칸 게임
| 팬아메리칸 게임 기록 | 팬아메리칸 게임 기록 | 팬아메리칸 게임 기록 | 팬아메리칸 게임 기록 | 팬아메리칸 게임 기록 | 팬아메리칸 게임 기록 | 팬아메리칸 게임 기록 | 팬아메리칸 게임 기록 | 팬아메리칸 게임 기록 | 팬아메리칸 게임 기록 |
| 년도                 | 결과                 | 순위                 | 경기                 | 승                   | 무*                  | 패                   | 득점                 | 실점                 | 승점                 |
| -------------------- | -------------------- | -------------------- | -------------------- | -------------------- | -------------------- | -------------------- | -------------------- | -------------------- | -------------------- |
| 1951년               | 불참                 | 불참                 | 불참                 | 불참                 | 불참                 | 불참                 | 불참                 | 불참                 | 불참                 |
| 1955년               | 불참                 | 불참                 | 불참                 | 불참                 | 불참                 | 불참                 | 불참                 | 불참                 | 불참                 |
| 1959년               | 불참                 | 불참                 | 불참                 | 불참                 | 불참                 | 불참                 | 불참                 | 불참                 | 불참                 |
| 1963년               | 불참                 | 불참                 | 불참                 | 불참                 | 불참                 | 불참                 | 불참                 | 불참                 | 불참                 |
| 1967년               | 불참                 | 불참                 | 불참                 | 불참                 | 불참                 | 불참                 | 불참                 | 불참                 | 불참                 |
| 1971년               | 불참                 | 불참                 | 불참                 | 불참                 | 불참                 | 불참                 | 불참                 | 불참                 | 불참                 |
| 1975년               | 불참                 | 불참                 | 불참                 | 불참                 | 불참                 | 불참                 | 불참                 | 불참                 | 불참                 |
| 1979년               | 불참                 | 불참                 | 불참                 | 불참                 | 불참                 | 불참                 | 불참                 | 불참                 | 불참                 |
| 1983년               | 불참                 | 불참                 | 불참                 | 불참                 | 불참                 | 불참                 | 불참                 | 불참                 | 불참                 |
| 1987년               | 불참                 | 불참                 | 불참                 | 불참                 | 불참                 | 불참                 | 불참                 | 불참                 | 불참                 |
| 1991년               | 조별리그             | 6위                  | 3                    | 1                    | 1                    | 1                    | 4                    | 3                    | 4                    |
| 1995년               | 진출 실패            | 진출 실패            | 진출 실패            | 진출 실패            | 진출 실패            | 진출 실패            | 진출 실패            | 진출 실패            | 진출 실패            |
| 1999년               | 진출 실패            | 진출 실패            | 진출 실패            | 진출 실패            | 진출 실패            | 진출 실패            | 진출 실패            | 진출 실패            | 진출 실패            |
| 2003년               | 진출 실패            | 진출 실패            | 진출 실패            | 진출 실패            | 진출 실패            | 진출 실패            | 진출 실패            | 진출 실패            | 진출 실패            |
| 2007년               | 진출 실패            | 진출 실패            | 진출 실패            | 진출 실패            | 진출 실패            | 진출 실패            | 진출 실패            | 진출 실패            | 진출 실패            |
| 2011년               | 진출 실패            | 진출 실패            | 진출 실패            | 진출 실패            | 진출 실패            | 진출 실패            | 진출 실패            | 진출 실패            | 진출 실패            |
| 2015년               | 진출 실패            | 진출 실패            | 진출 실패            | 진출 실패            | 진출 실패            | 진출 실패            | 진출 실패            | 진출 실패            | 진출 실패            |
| 합계                 | 1회 진출(1/17)       | 조별리그(1회)        | 3                    | 1                    | 1                    | 1                    | 4                    | 3                    | 4                    |

## 역대 감독
| 감독          | 임기   |
| ------------- | ------ |
| 스탄러이 멘조 | 2022   |
| 스탄러이 멘조 | 2024 ~ |